# While You Were Sleeping (sèrie de televisió del 2017)
While You Were Sleeping (Hangul: 당신이 잠든 사이에; RR: Dangsini jamdeun saie) és una sèrie de televisió de Corea del Sud de 2017 protagonitzada per Lee Jong-suk, Bae Suzy, Jung Hae-in, Lee Sang-yeob i Ko Sung-hee. Composta per setze capítols distribuïts en 32 episodis, aquesta sèrie de televisió legal-fantasia se centra en la vida de tres joves: un reporter de camp, un fiscal i un oficial de policia que han adquirit la capacitat de preveure futurs esdeveniments a través dels seus somnis.
La sèrie està dirigida per Oh Choong-hwan i escrita per Park Hye-ryun. Es va transmetre a SBS del 27 de setembre al 16 de novembre de 2017 els dimecres i els dijous a la franja horària de les 22:00 (KST).